# Маргарита (муніципалітет)
Маргарита, Марґаріта (італ. Margarita, п'єм. Margarita) — муніципалітет в Італії, у регіоні П'ємонт,  провінція Кунео.
Маргарита розташована на відстані близько 480 км на північний захід від Рима, 75 км на південь від Турина, 11 км на схід від Кунео.
Населення — 1438 осіб (2014).
Покровитель — San Leone Magno.

## Демографія
Населення за роками:

Станом на 1 січня 2023 року в муніципалітеті офіційно проживало 125 іноземців з 23 країн, серед них 52 громадяни країн Євросоюзу.

## Сусідні муніципалітети
- Бейнетте
- К'юза-ді-Пезіо
- Мондові
- Мороццо
- П'янфеї